# Ophiosphaerella erikssonii
Ophiosphaerella erikssonii är en svampart som tillhör divisionen sporsäcksvampar, och som beskrevs av John Walker. Ophiosphaerella erikssonii ingår i släktet Ophiosphaerella, och familjen Phaeosphaeriaceae. Arten är reproducerande i Sverige.